# Френарос
Фрѐнарос (на гръцки: Φρέναρος) е село в Кипър, окръг Фамагуста. Според статистическата служба на Република Кипър през 2001 г. селото има 3305 жители.

## Известни личности

### Родени
- Елефтерия Елефтериу, певица